# العلاقات الأذربيجانية المالديفية
العلاقات الأذربيجانية المالديفية هي العلاقات الثنائية التي تجمع بين أذربيجان والمالديف.

## مقارنة بين البلدين
هذه مقارنة عامة ومرجعية للدولتين:
| وجه المقارنة                                              | أذربيجان        | [[تصنيف:صفحات تستخدم رمز علم غير موجود\|]] المالديف |
| --------------------------------------------------------- | --------------- | --------------------------------------------------- |
| المساحة (كم2)                                             | 86.60 ألف       | 298                                                 |
| عدد السكان (نسمة)                                         | 10.00 مليون     | 436.33 ألف                                          |
| الكثافة السكانية (ن./كم²)                                 | 115.47          | 146.42 ألف                                          |
| العاصمة                                                   | باكو            | ماليه                                               |
| اللغة الرسمية                                             | اللغة الأذرية   | اللغة الديفهي                                       |
| العملة                                                    | مانات أذربيجاني | روفيه مالديفية                                      |
| الناتج المحلي الإجمالي (بليون دولار)                      | 40.75 مليار     | 4.60 مليار                                          |
| الناتج المحلي الإجمالي (تعادل القوة الشرائية) بليون دولار | 171.56 مليار    | 5.23 مليار                                          |
| الناتج المحلي الإجمالي الاسمي للفرد دولار أمريكي          | 5.50 ألف        | 8.39 ألف                                            |
| الناتج المحلي الإجمالي للفرد دولار أمريكي                 | 17.52 ألف       | 12.53 ألف                                           |
| مؤشر التنمية البشرية                                      | 0.751           | 0.706                                               |
| رمز المكالمات الدولي                                      | +994            | +960                                                |
| رمز الإنترنت                                              | .az             | .mv                                                 |
| المنطقة الزمنية                                           | ت ع م+04:00     | ت ع م+05:00                                         |

## منظمات دولية مشتركة
يشترك البلدان في عضوية مجموعة من المنظمات الدولية، منها:
| علم المنظمة | اسم المنظمة                        | تاريخ انضمام أذربيجان | تاريخ انضمام المالديف |
| ----------- | ---------------------------------- | --------------------- | --------------------- |
|             | منظمة التعاون الإسلامي             | 1991                  | ?                     |
|             | البنك الدولي للإنشاء والتعمير      | 18 سبتمبر 1992        | 13 يناير 1978         |
|             | بنك التنمية الآسيوي                | 1999                  | 1978                  |
|             | يونسكو                             | 3 يونيو 1992          | 18 يوليو 1980         |
|             | وكالة ضمان الاستثمار متعدد الأطراف | 23 سبتمبر 1992        | 19 مايو 2005          |
|             | الاتحاد البريدي العالمي            | ?                     | ?                     |
|             | الاتحاد الدولي للاتصالات           | 10 أبريل 1992         | 28 فبراير 1967        |
|             | مؤسسة التمويل الدولية              | 11 أكتوبر 1995        | 2 فبراير 1983         |
|             | منظمة الشرطة الجنائية الدولية      | ?                     | ?                     |
|             | الأمم المتحدة                      | 2 مارس 1992           | 21 سبتمبر 1965        |
|             | مؤسسة التنمية الدولية              | 31 مارس 1995          | 13 يناير 1978         |
|             | منظمة حظر الأسلحة الكيميائية       | ?                     | ?                     |

## وصلات خارجية
- موقع وزارة الخارجية الأذربيجانية
- موقع وزارة الخارجية المالديفية